# Iris meda
Iris meda — вид квіткових рослин роду півники (Iris) родини півникові (Iridaceae).

## Поширення
Ендемік Ірану, поширений на заході країни..

## Опис
Кореневищний геофіт. Рослина заввишки близько 10–25 см. Квіти в основному кремові або білуваті з золотистими прожилками; окремі частини квітки можуть бути фіолетового, коричневого, жовтого забарвлення.
Число хромосом — 2n = 20.